# Nelson Moura Brasil do Amaral
Nelson Moura Brasil do Amaral (Rio de Janeiro, 26 de agosto de 1900 – 9 de junho de 1980) foi um médico brasileiro.
Graduado pela Faculdade de Medicina do Rio de Janeiro em 1921, defendendo tese de doutoramento sobre “Da cura do Tracoma pelo Nitrato Ácido de Hidrargério”. Foi eleito membro da Academia Nacional de Medicina em 1938, sucedendo Silvio Mário de Sá Freire na Cadeira 66, que tem José Cardoso de Moura Brasil como patrono.